# Круглицький Микола Миколайович
Микола Миколайович Круглицький (18 серпня 1935 — 20 квітня 1985) — український радянський хімік, доктор хімічних наук (з 14 серпня 1967 року), професор (з 20 травня 1969 року), заступник директора Інституту колоїдної хімії та хімії води Академії наук УРСР. Лауреат Державної премії УРСР в галузі науки і техніки (за 1969 рік).

## Біографія
Народився 18 серпня 1935 року в селі Вовчинці нинішнього Кельменецького району Чернівецької області. Українець. Був членом КПРС. Працював в Інституті колоїдної хімії та хімії води Академії наук УРСР.

Могила Миколи Круглицького

Жив в Києві по вулиці Марії Капніст, 10, квартира 35. Помер 20 квітня 1985 року. Похований в Києві на Берковецькому кладовищі.

## Наукова діяльність
Автор понад 1000 наукових праць, з них 3 підручники, 30 монографій, 50 авторських свідоцтв. Підготував понад 100 кандидатів та докторів наук. Створив наукову школу з фізико-хімічної механіки дисперсних систем і матеріалів.
Лауреат Державної премії УРСР 1969 року — за роботу «Розробка проблеми фізико-хімічної механіки термосолестійких дисперсій глинистих мінералів»; співавтори Агабальянц Едуард Гаспарович, Ничипоренко Сергій Петрович, Овчаренко Федір Данилович.